# Gunung Kaya (Padang Guci Hilir)
Gunung Kaya is een bestuurslaag in het regentschap Kaur van de provincie Bengkulu, Indonesië. Gunung Kaya telt 559 inwoners (volkstelling 2010).